# 安達市
安達市（あんたつ-し）は中華人民共和国黒竜江省綏化市に位置する県級市。

## 歴史
1906年（光緒32年）、清朝により設置された安達庁を前身とする。1913年（民国2年）に安達県と改編された。1960年に肇州県の一部と統合され安達市（現在の安達市とは別行政区）とされたが、1965年に安達県が再設置された。1984年に県級市の安達市と改編され現在に至る。

## 行政区画
4街道、13鎮、1郷を管轄：
- 街道：鉄西街道、新興街道、安虹街道、東城街道
- 鎮：安達鎮、任民鎮、万宝山鎮、昌徳鎮、升平鎮、羊草鎮、老虎崗鎮、中本鎮、太平荘鎮、吉星崗鎮、臥里屯鎮、火石山鎮、古大湖鎮
- 郷：先源郷

## 交通

### 鉄道
- 中国国家鉄路集団
  - 中国鉄路ハルビン局集団公司
    - 哈斉旅客専用線（ハルビン方面）- 安達駅 -（チチハル方面）
    - 浜洲線（ハルビン方面）- 羊草駅 - 安達駅 -（満洲里方面）

### 道路
- 高速道路
  - 綏満高速道路
  - 大広高速道路

- 国道
  -  G245国道（中国語版）
  -  G301国道

## 健康・医療・衛生
- 安達市医院
- 安達市中医院